# Impedimento matrimonial
Se llama impedimento matrimonial a los hechos o situaciones que importan un obstáculo para la celebración del matrimonio. Los impedimentos varían según la legislaciones vigentes en cada país.

## Clasificación
El acto, sino con otra pena; así como, por ejemplo, el menor que hubiera contraído matrimonio sin consentimiento de sus padres, pierde el derecho de administración de los bienes que hayan adquirido por título gratuito, administración que le correspondía como emancipado. FRÍAS se aparte de estos conceptos clásicos y propone la siguiente clasificación: dirimentes, si la sanción es la nulidad; impedientes, si el matrimonio es simplemente anulable; y prohibitivos, si la ley impone otras sanciones que no sean la invalidez
Dado que sólo la iglesia católica tiene potestad para establecer impedimentos dirimentes, estos están regidos por los dictados de las instituciones eclesiásticas, actualmente el Papa, aunque anteriormente también podían discernir los obispos y Concilios provinciales. A causa de la interpretación clerical prevalece su índole moral y religiosa, aunque muchos de ellos también están considerados en el derecho civil.
La lista de causas existe desde tiempos de Tomás de Aquino y son:
- Error
- Condición
- Voto
- Parentesco
- Crimen
- Distinta religión
- Miedo
- Orden
- Vínculo
- Pública honestidad
- Edad
- Proximidad familiar
- Clandestinidad
- Impotencia
- Rapto de la mujer

En el pasado, han sido notorios los casos de anulación de matrimonio por causas dirimentes, por ejemplo Enrique VIII de Inglaterra. Incluso actualmente es un método para conseguir la anulación del matrimonio católico. Notar que recientemente el significado parece usarse como voto que rompe el empate, lo cual es incorrecto.

### Absolutos y relativos
También se los clasifica en absolutos y relativos. Los primeros son los que impiden el casamiento con cualquier persona; tales, por ejemplo, la locura, las enfermedades venéreas, no tener el hombre y la mujer la edad núbil, el ligamen. Los relativos son los que se refieren tan sólo a determinadas personas, tales como el parentesco, el crimen. JEMOLO ha propuesto reservar el nombre de impedimentos para los relativos, sosteniendo que los absolutos hacen en realidad a la capacidad genérica de una persona para contraer matrimonio; el impedimento sería pues, el obstáculo que se opone a que una persona genéricamente capaz pueda contraer matrimonio con otra determinada. Sin desconocer la fuerza lógica de esta idea, creemos que ella choca contra el significado multisecular de la palabra impedimento y que no ha de abrirse camino. 

## Efectos
Los impedimentos tienen ante todo efectos preventivos; el Notario o el oficial del Registro Civil debe negarse a celebrar el matrimonio si se tratare de menores de edad, o si el impedimento es de los que entrañan la nulidad del acto. La falta de cumplimiento de este deber implica responsabilidades civiles, en algunos casos, también penales. Además, la existencia de impedimentos dirimentes da derecho a deducir oposición o a hacer la denuncia. 
En segundo término, tienen sanciones posteriores al acto. Si este se hubiera celebrado no obstante la existencia de un impedimento dirimente, el juez debe anularlo. Si el impedimento fuera simplemente impediente, la sanción es distinta, y varía según los casos: los menores que se casen sin la autorización de los padres pierden la administración de sus bienes, si el tutor o sus descendientes se casaren con el menor o la menor que aquel hubiere tenido bajo su guardia, antes de fenecida la tutela y haya sido aprobada la cuenta de su administración, el tutor perderá la asignación que le hubiere correspondido sobre las rentas del menor.

## Impedimentos dirimentes
Los impedimentos dirimentes, por razones metodológicas, es útil agruparlos en dos categorías bien definidas: los que atañen a las condiciones naturales para contraer matrimonio y los que se originan en consideraciones de orden social y moral. 

### Impedimentos relativos a las condiciones naturales para contraer matrimonio

#### Mismo sexo
en la mayoría de los países no son reconocidas las uniones entre parejas del mismo sexo . La única dificultad posible en este punto la constituyen los casos, de intersexualidad. En el antiguo Derecho Romano se aceptaba la elección voluntaria de sexo cuando la investigación médica no era suficiente para revelarlo (Dig. 1, 5, 15). Pero la ciencia moderna ha demostrado que nunca se produce en una misma persona una coincidencia de desarrollo normal de ambos sexos, y que en realidad hay siempre un sexo predominante y uno atrofiado o aparente. La reciente doctrina y jurisprudencia canónica han resuelto que si el hermafrodita tiene un sexo predominante y con él puede cumplir la cópula carnal, es capaz de contraer matrimonio; en caso contrario, está impedido de hacerlo. Y si luego del matrimonio se descubre que uno de los cónyuges no tiene realmente el sexo que aparentemente tenía, hay legislaciones que consideran el matrimonio es nulo.

#### Edad núbil
El Código Civil francés fija el límite mínimo en 15 años para la mujer y 18 para el hombre (art. 144); el italiano, en 18 (art. 84); el alemán, en 16 y 21 (art. 1303); el mexicano en 14 y 16 (art. 148); el paraguayo en iguales límites (art. 139); Código Civil de Uruguay establece los 16 en ambos sexos (art. 93); el peruano en 18 (art. 244); el suizo, en 18 y 20 (art. 96). Sin embargo en todos estos países las autoridades públicas pueden otorgar dispensas de edad cuando circunstancias serias así lo exigieren; generalmente no se pone otro límite para la dispensa que el de la pubertad; pero en Suiza no puede otorgarse si la mujer es menor de 17 años y el hombre de 18. Cabe notar, asimismo, que el Código alemán limita la posibilidad de la dispensa a la mujer (art. 1303); pero la jurisprudencia ha resuelto, muy razonablemente, que también debe otorgarse al hombre que deja encinta a una joven, y está moralmente obligado a devolverle la honra.
El código brasileño fija la edad mínima de 16 y 18 años (art. 183, inc. 12), sin legislar sobre dispensa. Iguales límites establecen el Código holandés (art. 86) y el ruso (art. 66). La ley inglesa de 1929 fijó un límite común de 16 años, el código venezolano establece edades entre 14 y 16 años] (art. 46). Por último, cabe agregar que han mantenido los mínimos tradicionales de 12 y 14 años el, colombiano (art. 140, inc. 2), y los Estados de la Unión en que se admite el common law marriage. 
No existe límite máximo de edad para contraer matrimonio; el acto puede celebrarse no obstante que los contrayentes hayan pasado ya la edad de la potencia coendi y generandi, puesto que el ayuntamiento carnal no es el único fin del matrimonio, que puede llevarse a cabo algunas veces por muy respetables propósitos de asistencia recíproca o para legalizar una larga unión de hecho. Tampoco es impedimento la diferencia de edad entre los contrayentes.
El Fuero Juzgo disponía que las mujeres de gran edad no podían casarse con hombres de pequeña edad, y el viejo Código Civil peruano fijaba como límites máximos 65 años para el hombre y 55 para la mujer.

#### Salud mental y física
Una de las más espinosas cuestiones que se presentan en el Derecho matrimonial es la de la eugenesia. 
Las leyes de Manú y las hebraicas prohibían las nupcias de leprosos, tuberculosos y epilépticos. A iguales propósitos obedecían las leyes espartanas, que imponían el sacrificio de los recién nacidos mal conformados o degenerados; y la ley de las XII Tablas, que permitía al padre matar al hijo gravemente deforme. Pero el cristianismo, que ve en cada persona una criatura de Dios y en el matrimonio un derecho natural, luchó contra esas prácticas, desterrándolas de la legislación positiva. La única enfermedad que resultaba lícito considerar impedimento era la locura pero no ya por razones eugenésicas, sino porque el demente no tiene discernimiento para otorgar un consentimiento válido. 
Empero, el progreso de la ciencia médica y la prueba inequívoca de las taras hereditarias originadas en ciertas enfermedades físicas han reactualizado el problema. Numerosas legislaciones han admitido, en mayor o menor medida, el impedimento de enfermedad. Y hay un poderoso movimiento científico-doctrinario en apoyo de tal legislación y de su ampliación y perfeccionamiento. Desde el punto de vista jurídico, las principales razones que se esgrimen en favor de la legislación eugenésica pueden sintetizarse así:
- La sociedad tiene derecho a protegerse a sí misma contra la destrucción; son, por tanto, lícitas las medidas que tiendan a evitar la propagación de las enfermedades y la degeneración de la raza.
- Si bien el matrimonio es un derecho natural del hombre, también es necesario reconocer al cónyuge el derecho natural de conservar su salud y al hijo “el derecho de tener padres sanos”,[7] que no le transmitan taras peores que la muerte.
- Si no obstante reconocerse al matrimonio de calidad de derecho natural se han admitido, por razones éticas, ciertos impedimentos tales como el ligamen, crimen, parentesco, etc., también en abono del impedimento de enfermedad hay un fundamento de tal orden, que surge del fin espiritual del matrimonio y del deber de lealtad que se deben los contrayentes entre sí y con respecto a los hijos futuros, deber que obliga a no ignorar el estado de salud, a no ocultar enfermedades, a no ser indiferentes con las conocidas aun por ambos, a no claudicar ante un egoísmo o una pasión.[8]

No obstante la Iglesia católica ha mantenido su posición contraria a la admisión de estos impedimentos. En la Encíclica Casti Connubi afirmó el Papa Pío XI que los que propugnan tales leyes olvidan que los hombres no se engendran principalmente para la tierra y el tiempo, sino para el cielo y la eternidad y que no es lícito, sobre la base de conjeturas científicas, prohibir el matrimonio a personas aptas para contraerlo; ello sin perjuicio de la conveniencia de dar consejos tendientes a la salud y vigor de la prole, y de que no se contraigan matrimonios que impliquen ese peligro. 
Se afirma también, en contra de tales impedimentos, que ellos conducen a las uniones extramatrimoniales, con la consecuencia de que la prole sufrirá los efectos legales y morales de esta situación; y este peligro será mayor en las clases inferiores, en la que estas uniones son toleradas y en que la higiene es deficiente. Finalmente, no deben desdeñarse las dificultades que para muchos pobladores del campo, que no tienen médico cerca, supone la exigencia del certificado prenupcial. 
El impedimento fundado en la privación permanente o transitoria de razón y la sordomudez cuando el contrayente afectado no sabe manifestar su voluntad en forma inequívoca por escrito o de otra manera no ofrece ninguna dificultad, puesto que no tiene un fundamento eugenésico; se basa en ambos casos en que no ha existido el pleno y libre consentimiento. 
Se discute la validez de los matrimonios celebrados por dementes en intervalos lúcidos; inclusive, se pone en tela de juicio que sea válida la noción de intervalos lúcidos. Y aunque esta noción está discutida en el plano de la ciencia médica, la verdad es que hay enfermedades mentales que alternan períodos de demencia con otros de plena salud mental. Y si en el intervalo lúcido está en plena y perfecta razón, no hay motivo para no considerar válido el matrimonio, tanto más si la vida marital ha consolidado las nupcias.
Es claro que el casamiento de un interdicto que se encuentra en un intervalo lúcido, puede tropezar en el inconveniente de que el fedatario se niegue a celebrarlo, atento la dificultad de acreditar la plena lucidez; pero de cualquier modo, si este se niega a celebrarlo, cabe siempre un recurso ante la justicia, durante cuyo trámite puede acreditarse la existencia del intervalo lúcido. 
En cuanto al sordomudo, se permite su casamiento siempre que sepa manifestar su voluntad inequívocamente por escrito o de otra manera.
El sida, ese gran flagelo de la humanidad es, en nuestros días, un problema particularmente grave, pues también se transmite de la madre embarazada al hijo que está en su seno. 
Inclusive, se ha sostenido que el sida debería considerarse un impedimento que obsta al matrimonio. Pero hay dos razones para disentir de esa opinión. La primera, que el portador puede tener relaciones sexuales fuera del matrimonio y así seguir propagando la enfermedad, no obstante no poderse casar; la segunda, que el portador vendría a quedar de por vida en una suerte de asilamiento social, que complicaría aún más su dolorosa situación. Pero el examen prenupcial adquiere en este caso una máxima importancia, porque el otro novio tendrá una información cierta del peligro que para él y para sus hijos significará el matrimonio y podrá decidir si lo contrae o no.
La nulidad del matrimonio fundada en la privación permanente o transitoria de razón es simplemente relativa. En caso del sordomudo que no sabe darse a entender por escrito o de otra manera debe reputarse inexistente el matrimonio desde que no puede haber consentimiento a la celebración del acto. También debe considerarse relativa la nulidad en los casos de enfermedades venéreas.
Para dar cumplimiento efectivo a esta prohibición de contraer matrimonio algunas legislaciones han establecido la exigencia del certificado prenupcial. En la práctica ha resultado que hay situaciones en que el otorgamiento del certificado es imposible o muy difícil, lo que ha dado lugar a que se otorguen certificados de complacencia, o simplemente se prescinda de ellos. Las situaciones más importantes son las siguientes: 
- Matrimonios in extremis.
- Matrimonios celebrados en lugares en donde no hay médico próximo.
- Matrimonios que se realizan para regularizar una unión de hecho.
- Matrimonio subsiguiente a los delitos de violación, estupro, rapto o abuso deshonesto de una mujer soltera.

La falta de certificado prenupcial no provoca la nulidad del matrimonio; para llegar a este resultado es menester probar que en ese momento uno de los cónyuges adolecía una enfermedad venérea en período de contagio. Sin perjuicio, naturalmente, de las sanciones a que se hace acreedor el oficial público. Igual solución corresponde en los casos de falsedad o falsificación de certificado.
La legislación eugenésica ha penetrado en el derecho matrimonial de numerosos países. El punto culminante lo marcó el Estado nacionalsocialista alemán. La ley del 13 de octubre de 1935 prohibió el matrimonio de las personas que adolecen de una enfermedad contagiosa, que hace temer por el otro cónyuge o por su descendencia; de los que adolecieran de una perturbación mental considerable, aunque no estuvieran interdictos; de los que padecieran enfermedades hereditarias. La ley del 15 de septiembre del mismo año, “de protección de la sangre y del honor alemán”, prohibió el matrimonio entre judíos y ciudadanos de sangre alemana o semejante. Finalmente, la ley del 1 de enero de 1934 establecía la esterilización de los débiles mentales congénitos, esquizofrénicos, dementes maníacos depresivos, epilépticos, ciegos y sordos hereditarios, de los que padecieran de grave deformación psíquica hereditaria, y de alcoholismo grave. Todas estas leyes han sido derogadas después de la caída del régimen hitlerista.
Sin llegar a aquellas exageraciones, han establecido el impedimento de enfermedad, con mayor o menor extensión, los siguientes países: México (C. Civil, art. 98, inc. 4), Panamá (C. Civil, art. 92), Perú (C. Civil, art. 241), Venezuela (C. Civil, art. 73, sólo para la lepra), Portugal (decreto del 25/12/1910). 
En Francia, la Ordenanza del 2 de noviembre de 1945, modificatoria del art. 63, C. Civil, ha establecido el certificado prenupcial obligatorio; pero en él sólo consta que los futuros esposos han sido examinados en vista del matrimonio, sin dejar constancia de su aptitud o salud. Es, pues, un expediente destinado a prevenir a los novios acerca de su enfermedad, aunque deja librado en definitiva a su conciencia la realización del acto. Es este el sistema preconizado por los autores católicos. Similar es el régimen del Código de la familia soviética (art. 132). El Código de Venezuela, salvo para el caso de lepra, que constituye un impedimento dirimente, se limita a establecer que el oficial público deberá advertir a los contrayentes la conveniencia de comprobar su estado de salud previamente a la consumación del matrimonio (art. 69). 
En Suecia (ley de 1920), Noruega ley de 1918), y Dinamarca (ley de 1922), basta la declaración jurada de no adolecer de enfermedades contagiosas; y aun padeciéndolas, pueden contraer matrimonio si se comunica la existencia de la enfermedad al otro cónyuge.

#### Impotencia
En el Derecho canónico la impotencia es un impedimento dirimente (canon 1084). Muy pocos Códigos han adoptado esta solución: el español (art. 83, inc. 3), el venezolano (art. 47), y el mexicano (art. 156, inc. 8).

### Impedimentos relativos a las condiciones sociales y morales

#### Parentesco
La unión sexual entre ascendientes y descendientes o entre hermanos ha repugnado siempre al sentimiento moral de los pueblos civilizados; además, es peligrosa desde el punto de vista eugenésico. Por ello, este impedimento tiene una antiquísima y dilatada vigencia, a la que han escapado tan sólo algunos pueblos primitivos. Como excepciones notables, cabe recordar que en el antiguo Egipto y en el Imperio Incásico las familias reinantes practicaban el matrimonio entre hermanos para mantener la pureza de la sangre. 
El Derecho canónico extiende el impedimento para los colaterales hasta el tercer grado; pero autoriza la dispensa, salvo en el caso de hermanos.
El impedimento existe sea el parentesco legítimo o extramatrimonial, pues lo que está en juego es una cuestión de consanguinidad, que nada tiene que ver con el carácter de la filiación. 
Puede ocurrir que con posterioridad al matrimonio el padre de uno de los cónyuges reconozca al otro como hijo extramatrimonial. En tal caso, el matrimonio deberá anularse, salvo el derecho del interesado de contestar el reconocimiento, en cuya hipótesis la cuestión quedará en suspenso a las resultas del juicio de filiación.
Hay ordenamientos que prohíben el casamiento entre parientes afines en línea recta, en todos los grados. La prohibición comprende a los ascendientes y descendientes, legítimos o extramatrimoniales, del cónyuge premuerto. Si el matrimonio es nulo, no hay parentesco por afinidad, ni cabe, por tanto, hacer valer este impedimento. Esta solución no se altera en el caso de matrimonio putativo: en primer lugar porque este produce tan sólo aquellos efectos que la ley le asigna, dentro de los cuales no se encuentra este; en segundo término, porque lo que la ley ha querido asegurar en el matrimonio putativo es la producción de efectos favorables al cónyuge de buena fe y no aquellos que le perjudican; por último, porque los impedimentos y las causales de nulidad de matrimonio deben interpretarse restrictivamente.

#### Adopción
Respecto de la adopción, es necesario distinguir la plena y la simple. La adopción plena coloca al adoptado en la misma posición que tiene el hijo de sangre con relación a la familia del adoptante. Por consiguiente, existe impedimento entre el adoptado pleno y los ascendientes o descendientes del adoptante; entre los hermanos y medio hermanos adoptivos; y entre las parientes por afinidad en cualquier grado. Cesan todos los efectos del parentesco del adoptado plenamente con la que es su familia de sangre, con la sola excepción de los impedimentos matrimoniales. 
En la adopción simple subsisten desde luego todos los impedimentos matrimoniales con su familia de sangre, con tanta mayor razón desde que esta solución es admitida en la adopción plena. Respecto de la familia adoptiva, existen los siguientes impedimentos: entre adoptante y adoptado, entre adoptante y descendiente o cónyuge del adoptado, entre adoptado y cónyuge del adoptante, hijos adoptivos de una misma persona, entre sí, y adoptado e hijo del adoptante. 
Pero los impedimentos derivados de la adopción simple subsisten siempre que ésta no sea revocada o anulada. La solución es lógica pues en caso de revocación o anulación de la adopción simple, ésta deja de producir todos sus efectos. 

#### Ligamen
El ligamen establece el impedimento del matrimonio anterior mientras subsista. Este obstáculo es propio de todos los países que han adoptado el régimen monogámico. 
Solamente en caso de nulidad del matrimonio anterior o de disolución del vínculo pueden los cónyuges volver a casarse. 
Puede ocurrir que, no obstante la prohibición de la ley, se haya celebrado un segundo matrimonio. Si ocurrido este supuesto, se atacara la nulidad del primero y la sentencia hiciera lugar a esta demanda, el segundo matrimonio debe considerare válido en virtud del efecto retroactivo de la sentencia de nulidad. El Código italiano prevé expresamente esta hipótesis y dispone que si la impugnación del matrimonio se opone la nulidad del primero, deberá resolverse previamente esta cuestión (art. 124 ). 
Pero si el primer matrimonio era válido es nulo el segundo, aunque más tarde el primero haya quedado disuelto.

#### Crimen
Se establece también como impedimento haber sido autor, cómplice o instigador del homicidio doloso de uno de los cónyuges. Una evidente razón de orden moral impone esa solución. 
Para que el impedimento de crimen pueda oponerse a la celebración del matrimonio, se requieren las siguientes condiciones: 
- que se trate de un homicidio consumado; la simple tentativa no es suficiente;[24]
- que haya sido doloso; la norma excluye por tanto, al cometido por imprudencia o en estado de necesidad[25] y al preterintencional,[26] pero no al homicidio en duelo;[27]
- una condena en jurisdicción penal; en efecto, sólo a consecuencia de este pronunciamiento puede legalmente tenerse por cometido el delito.[28] En caso de mediar condena penal, el impedimento no se extingue por el cumplimiento de la pena, el indulto o la prescripción.[29]

El impedimento no sólo se refiere al homicida sino también al cómplice y al instigador. En este concepto debe incluirse a quien ha cooperado a la realización del delito, pero no al encubridor, que no es responsable ni partícipe del delito, cualquiera sea el juicio moral que su conducta pueda merecer.
Mientras dura el proceso promovido con motivo del homicidio, el encausado no puede casarse con el cónyuge del muerto. Así lo disponen el Código italiano (art. 88), el venezolano (art. 55) y el peruano (art. 242, inc. 6).

## Impedimentos impedientes

### Tutores y Curadores
El tutor y el curador y sus descendientes que estén bajo su potestad, no podrán contraer matrimonio con el menor o el incapaz que ha tenido o tuviere aquel bajo su guarda, hasta que fenecida la tutela, haya sido aprobada la cuenta de su administración. 
Esta prohibición tiende a proteger los intereses del menor y el incapaz y evitar maniobras destinadas a impedir una fiel rendición de cuentas. 
El impedimento no sólo afecta al tutor o curador, sino también a sus descendientes que están bajo su potestad. Además, es simplemente temporario, pues desaparece una vez que ha sido aprobada la cuenta de la administración. 
Si, no obstante la prohibición legal, el matrimonio se hubiese celebrado, el acto no es nulo; la única sanción consiste en la pérdida de la asignación sobre las rentas del menor, que le corresponde al tutor como retribución por el desempeño de sus funciones. 

### Menores de edad
Los menores, aunque hayan cumplido con la edad mínima exigida por la ley para contraer matrimonio, no pueden hacerlo sin autorización de sus padres o tutores; y a falta de ésta o en caso de negativa, sin la venia judicial. 
Si no obstante la prohibición legal, el matrimonio se hubiera llevado a cabo, el acto no es nulo; pero les será negada a los menores la administración de los bienes que hubieren recibido a título gratuito. 

### Prohibiciones administrativas: Militares y Diplomáticos
Algunas leyes militares prohíbe a los militares contraer matrimonio contrariando las normas que dictare al respecto el Poder Ejecutivo. Si el acto se celebrase contrariándolas, no por eso el acto es menos válido, pero el militar se expone a sanciones inherentes a su estado, que pueden llegar incluso a la destitución. 
Igualmente, los diplomáticos no pueden casarse sin autorización del Ministerio de Relaciones Exteriores, autorización que en caso de que la persona con la cual quiera casarse fuera extranjera. Como en el caso anterior, la falta de autorización no anula el matrimonio y sólo da lugar a sanciones administrativas. 

### Plazo de viudez
Desde el Derecho Romano la ley prohibía a la mujer casarse hasta pasados diez meses de disuelto o anulado el matrimonio, a menos de haber quedado encinta, en cuyo caso podía casarse después del alumbramiento. Esta prohibición tenía como fundamento impedir la turbatio sanguinis, es decir, que no se pudiera establecer con seguridad si el hijo de la mujer que volvía a casarse era del primer o del segundo marido. Esta prohibición ha sido eliminada de casi todos los ordenamientos jurídicos pues se ha establecido un sistema legal para la determinación de la paternidad en caso de que el marido impugnara la de los hijos nacidos durante el matrimonio. 
Pero cabe recordar que la prohibición de contraer matrimonio durante el plazo de viudez, no implicaba la nulidad del matrimonio, sino solamente la pérdida de los legados o de cualquier otro beneficio que el marido difunto hubiera hecho a su mujer en su testamento.